# Schönebeck (Essen)
Schönebeck ist ein westlicher Stadtteil der Stadt Essen. Er wird im Westen von Bedingrade und Mülheim an der Ruhr-Dümpten, im Norden von Borbeck-Mitte und Bochold, im Osten von Altendorf und Frohnhausen (Borbecker Mühlenbach) und im Süden von Mülheim an der Ruhr-Winkhausen (Rosendeller Bach) begrenzt. Schönebeck liegt über dem Winkhauser Tal.

## Geschichte
Der Name Schönebeck ist seit 1795 amtlich überliefert. Zu dieser Zeit war der Ort eine Bauerschaft mit 259 Einwohnern. Er gehörte seit dem 1. September 1808 zur Bürgermeisterei Borbeck, die 1915 nach Essen eingemeindet wurde. Wie das übrige, durch Bergbau und Schwerindustrie geprägte Stadtgebiet, so erlitt auch Schönebeck im Zweiten Weltkrieg durch Bombenangriffe schwere Schäden. In dieser Zeit wurde im Rahmen des Führer-Sofortprogramms in den Jahren 1940 bis 1941 ein sechsgeschossiger Luftschutz-Turmbunker für 250 Personen an der Frintroper Straße, Höhe Haltestelle Fliegenbusch, errichtet. Er ist 2014 unter Denkmalschutz gestellt worden.
Heute hat der Stadtbezirk IV Borbeck – mit den Stadtteilen Bedingrade, Bergeborbeck, Bochold, Borbeck-Mitte, Dellwig, Frintrop, Gerschede, Schönebeck – etwa 80.000 Einwohner.

### Bergbaugeschichte
Seit Beginn der Industrialisierung ist Schönebeck vom Steinkohlenbergbau geprägt. Die Anfänge des modernen Ruhrgebiets-Bergbaus in Schönebeck reichen an den Anfang der 1830er Jahre zurück, als es dem Industriellen Franz Haniel in Schönebeck gelang, zum ersten Mal die Mergeldecke zu durchstoßen. Neben dem Schurfschacht Franz und dem Schacht Kronprinz entstand nördlich des Terrassenfriedhofs der Schacht Wolfsbank, der bereits 1896 wieder geschlossen wurde. An der Aktienstraße am Rand des Hexbachtals wurde in den Jahren 1901 bis 1903 der „Schacht Kronprinz“ als „Rosendelle Schacht 3“ neu abgeteuft und die Kohleförderung aus diesem Grubenfeld aufgenommen. Darüber hinaus wurde mit dem Bau infrastruktureller Einrichtungen wie Schmiede, Maschinenhaus oder Waschkaue begonnen. Außerdem entstand eine Drahtseilbahn, die von der Zeche zum Verladen der auf „Schacht Kronprinz“ geförderten Kohle zur Eisenbahnstation „Heißen II“ führte.
Nachdem von „Kronprinz“ ein Durchschlag zum Grubenfeld der Schachtanlage „Rosenblumendelle 1 / 2“ auf Mülheimer Gebiet hergestellt worden war, konnte die Kohle dort zutage gebracht werden. Die Drahtseilbahn wurde nicht mehr benötigt. Als Wetterschacht blieb „Schacht Kronprinz“ mit seinen Einrichtungen über Tage aber in Betrieb, zumal die Bergleute auch hier sowohl zu den Grubenfeldern der „Rosenblumendelle“ als auch von „Kronprinz“ einfuhren.
Infolge der Bergbaukrise Ende der 1950er-Jahre wurde im Jahr 1961 die Seilfahrt auf „Kronprinz“ eingestellt, die Betriebsanlagen wurden in den folgenden Jahren abgebaut, so dass sich das heutige gemischte Wohn- und Gewerbegebiet entwickeln konnte.
Während der Zeit des Nationalsozialismus beschäftigte auch der Mülheimer Bergwerks-Verein als Eigentümer der Zeche ausländische Zwangsarbeiter, für die an der Heißener Straße 222 ein Lager errichtet worden war. 

### Arbeitersiedlungen
Noch heute erinnern im Kern erhaltene Arbeitersiedlungen an die industrielle Tradition des Stadtteils. Sie befinden sich an der Altendorfer Straße/Fliegenbuschweg/Riekenbank/Kreftenscheerweg und am Rötterhoven/Aktienstraße. Die Siedlung an der Ardelhütte/Schacht-Kronprinz-Straße/Schönebecker Straße führt unter dem 1993 gegründeten Namen Bergbaukolonie Schönebeck e. V. ein auf die Pflege bergmännischer Kultur ausgerichtetes sozialorientiertes Vereinsleben.

### Siepentäler
Städtebaulich sind die vergangenen Jahrzehnte vom Kampf um die Erhaltung der für das nördliche Ruhrgebiet einzigartigen Siepentäler bestimmt, die immer wieder von anderem als Grünplanungen bedroht sind. Vor allem das städteübergreifende Naturschutzgebiet Winkhauser Tal hat sich bis heute gegen Autobahnplanung (Ostfriesenspieß Emden-Bottrop-Bonn) sowie Gewerbe-, Deponie- und andere Bauvorhaben behauptet. Im Jahr 1984 wurden die 32,9 Hektar großen Talzüge Schönebecker Schlucht, Kamptal und Winkhauser Tal wegen ihrer ökologischen Bedeutung unter Naturschutz gestellt. Auf Mülheimer Seite erfolgte die Unterschutzstellung des Winkhauser Tals nach der Jahrtausendwende.

### Wappen
Blasonierung: „Geteilt in Rot und Grün durch einen goldenen (gelben) Wellenbalken, oben eine goldene (gelbe), das Feld ausfüllende, zwölfstrahlige Sonne mit silberner (weißer) Korona.“
Das Wappen wurde von Kurt Schweder entworfen und hatte nie offiziellen Charakter. Ende der 1980er Jahre schuf der Heraldiker für alle Essener Stadtteile Wappen. Sie sind inzwischen von der Essener Bevölkerung gut angenommen worden.
Bedeutung: Die früheren Schreibweisen „Sconenbeke“ und „Schonenbeke“ liefern eine eindeutige Namensdeutung; gemeint ist der schöne Bach. Das Wappen deutet auf den Namen hin. Die strahlende Sonne steht für „schön“ und der Wellenbalken für den Bach „Schönebecke“ im Naturschutzgebiet Schluchttal.

## Schönebeck heute

### Charakter
Schönebeck besitzt überwiegend lockere Wohnbebauung, zum Teil in ehemaligen Zechensiedlungen, sowie sehr ausgedehnte Grünflächen.

### Bevölkerung
Am 31. März 2025 lebten 9.726 Einwohner in Schönebeck.
Strukturdaten der Bevölkerung in Schönebeck (Stand: 31. März 2025):
- Bevölkerungsanteil der unter 18-Jährigen: 14,2 % (Essener Durchschnitt: 16,9 %)[6]
- Bevölkerungsanteil der mindestens 65-Jährigen: 28,1 % (Essener Durchschnitt: 21,7 %)[7]
- Ausländeranteil: 8,1 % (Essener Durchschnitt: 20,6 %)[8]

### Nahversorgung
Die Versorgung der Wohngebiete mit Lebensmittelhandel, Baumarkt, Schnellrestaurant, Poststelle und Tankstellen erfolgt von den Hauptverkehrsstraßen am Rand des Stadtteils. Dort befindet sich auch die Zentrale von Europas größtem Schuhhändler Deichmann SE. Im Siedlungsgebiet selbst befinden sich nur vereinzelt Geschäftsbetriebe. Das nächste Mittelzentrum liegt im angrenzenden Stadtteil Borbeck-Mitte im Zentrum des Stadtbezirks.
Auf dem Gelände des ehemaligen Schachtes Kronprinz an der Ecke Aktienstraße/Lautstraße wurde im Jahr 2019 das bisherige Verkaufsgebäude abgerissen, in dem sich bis dahin ein Discounter befand und bis 2012 ein Küchenanbieter ansässig war. Zu dieser Zeit ging der damalige Eigentümer, ein luxemburgischer Finanzinvestor, in Konkurs. Darauf folgte ein niederländischer Finanz- und Handelsdienstleister, der den Komplex im Jahr 2017 an Edeka Rhein-Ruhr veräußerte. Anschließend wurde ein neuer Gebäudekomplex für ein Edeka-Geschäft und einen neuen Aldi-Markt errichtet. Der erste Spatenstich fand am 22. März 2019 statt. Letzterer eröffnete im November 2019, Edeka folgte 2020.

### Kirchen und Schulen
Die Evangelische Kirchengemeinde Essen-Bedingrade-Schönebeck und die Katholische Kirchengemeinde St. Antonius Abbas bieten auch Kindertagesstätten. Als Grundschulstandorte stehen die Schulen an der Heißener Str. 49 und 74 zur Verfügung, die den zum 1. August 2015 neu gegründeten Schulverbund Eichendorffschule Schönebeck. Städtische kath. Grundschule mit Gemeinschaftsschulteilstandort. Primarstufe bilden. Weiterführende Schulen sind im Stadtbezirk Borbeck vorhanden.

### Terrassenfriedhof
In die Siepentäler eingebettet ist der Terrassenfriedhof, der als dritter Zentralfriedhof der Stadt Essen in den 1920er Jahren errichtet wurde. Auf drei Grabfeldern liegen insgesamt 2122 Kriegsgefangene und Zwangsarbeiter, die während des Zweiten Weltkrieges in Essen ums Leben kamen.

### Vereine
In Schönebeck ist die aus der im Jahr 2000 erfolgten Fusion von VfB 1919 Borbeck und SC Grün-Weiß Schönebeck hervorgegangene SG Essen-Schönebeck 19/68 e. V. mit zahlreichen Sparten entstanden. Aushängeschild ist die erste Frauenfußballmannschaft, die seit 2004 in der Bundesliga spielt. Die Heimstätte des Vereins befindet sich an der Ardelhütte.
Im Jahr 1959 wurde das Schönebecker Jugendblasorchester gegründet, das seinen Sitz in sein Vereinsheim nach Borbeck-Mitte an die Schlossarena verlegt hat.

### Verkehr
Im Öffentlichen Nahverkehr wird Schönebeck von den Straßenbahnlinien 104 und 105, der Buslinie 186 und den Nachtexpresslinien NE4 und NE11 der Ruhrbahn erschlossen, womit sich Direktverbindungen in die Essener und Mülheimer Innenstadt ergeben.
| Linie | Verlauf | Takt (Mo–Fr) | Betreiber        |
| ----- | --- | ------------ | ---------------- |
| 104   | (Essen Abzweig Aktienstraße) – Winkhausen – Aktienstraße – Friedrich-Ebert-Straße – Mülheim Stadtmitte – Evangelisches Krankenhaus | 15 (15) min  | Ruhrbahn         |
| 105   | Naturlinie 105: Frintrop Unterstraße (Stadtgrenze Oberhausen) – Bedingrade – Abzweig Aktienstraße – Borbeck Süd Bf – Helenenstraße – U Berliner Platz – U Rheinischer Platz – U Rathaus Essen – U Essen Hbf – Essen Süd – Bergerhausen – Rellinghausen Finefraustraße | 10 min       | Ruhrbahn         |
| 186   | Bottrop ZOB Berliner Platz – Bottrop Hbf – Ebel Zeche Prosper – Essen-Dellwig Schilfstr. – Gerscheder Weiden – Borbeck Germaniaplatz – Borbeck Bf – Bedingrade – Schönebeck – Borbeck Süd Bf – Altendorf Schölerpad                                                   | 20 min       | Ruhrbahn         |
| NE4   | Mülheim Stadtmitte → Mülheim Kaiserplatz – Holthausen – Wasserstraße – MH-Müller Menden – Holthausen – Mülheim Hauptfriedhof – Raadt – Flughafen Essen/Mülheim | 60 min       | Ruhrbahn         |
| NE11  | Essen Hbf – Rathaus Essen – Berliner Platz – Helenenstraße – Borbeck Süd Bf – Abzweig Aktienstraße – Bedingrade – Frintrop Unterstraße – Oberhausen-Neue Mitte Oberhausen – Ziesakplaza – Theater/Ebertbad – Oberhausen Hbf                                           | 60 min       | Ruhrbahn / STOAG |

Am östlich gelegenen Haltepunkt Essen Borbeck-Süd verkehrt die Linie S9 der S-Bahn Rhein-Ruhr mit Verbindungen nach Haltern am See und Wuppertal.
An der Grenze des Stadtteils zu Borbeck verläuft die Frintroper Straße als Teil der Bundesstraße 231, die den Stadtteil mit Oberhausen und, im weiteren Verlauf, mit der Essener Innenstadt verbindet. Wenige Meter von der Grenze zu Mülheim-Winkhausen entfernt besteht ein Anschluss an die Bundesautobahn 40.

## Bilder

Wappen von Schönebeck
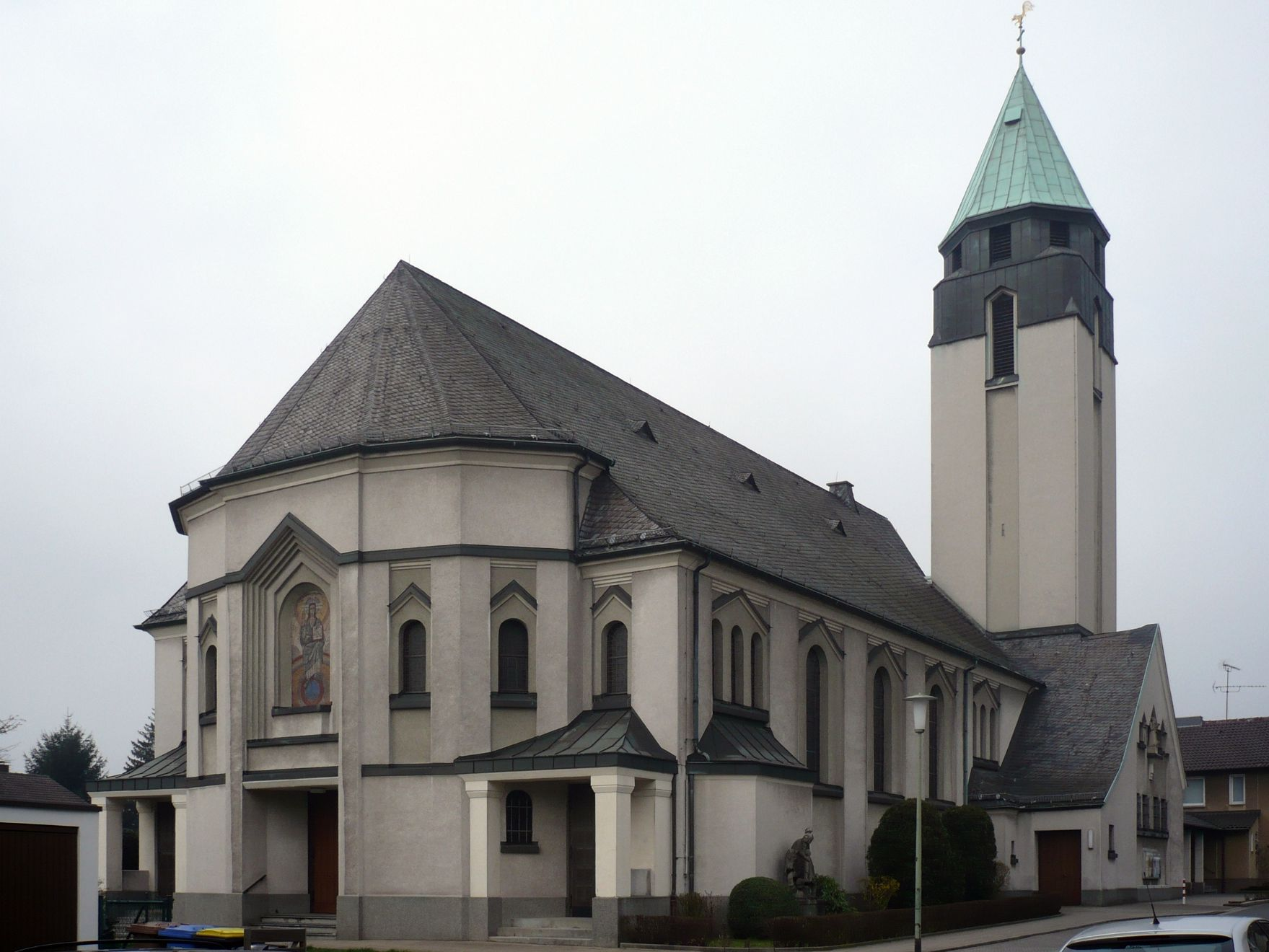
St. Antonius Abbas
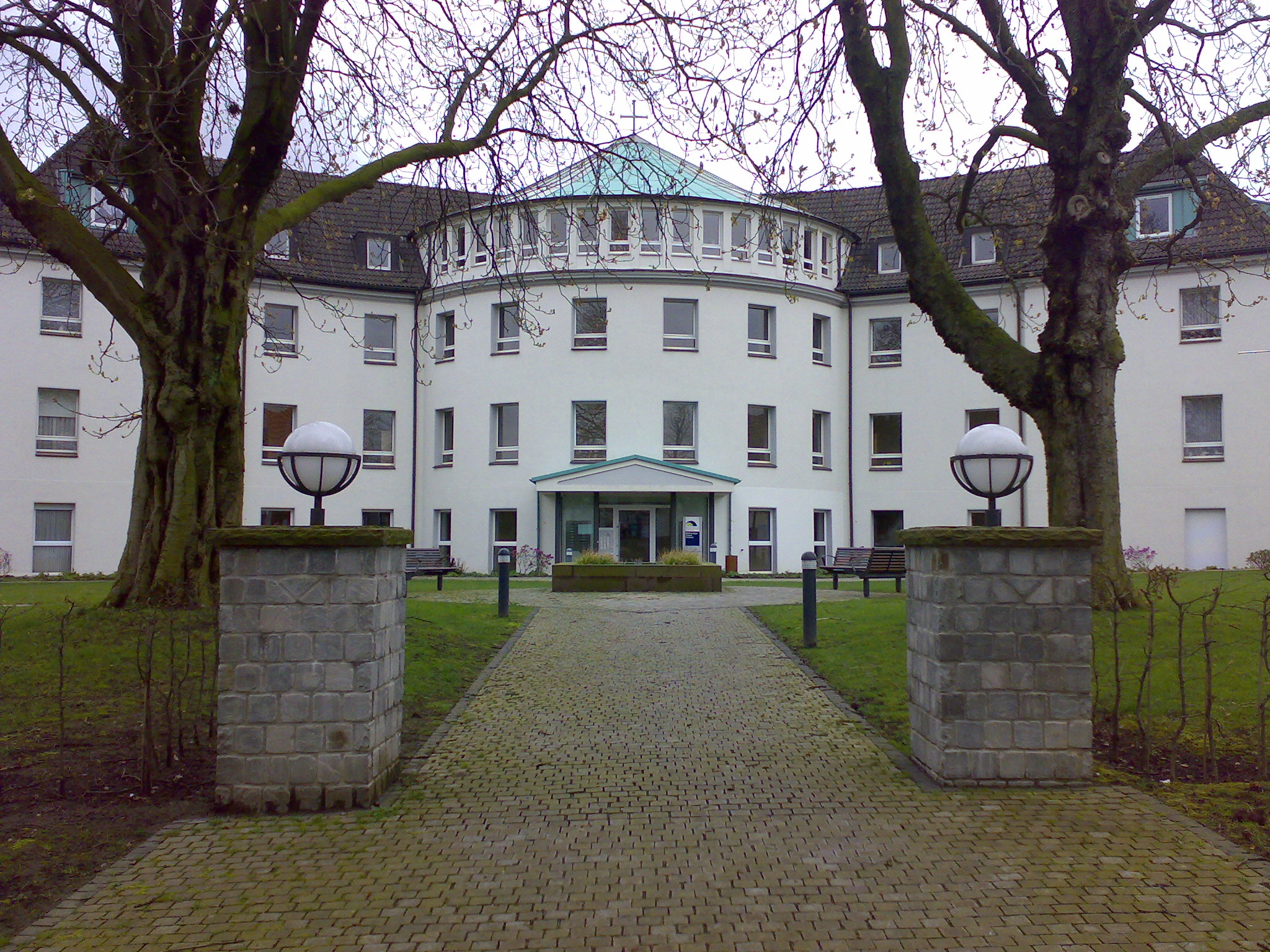
Seniorenstift Kloster Emmaus
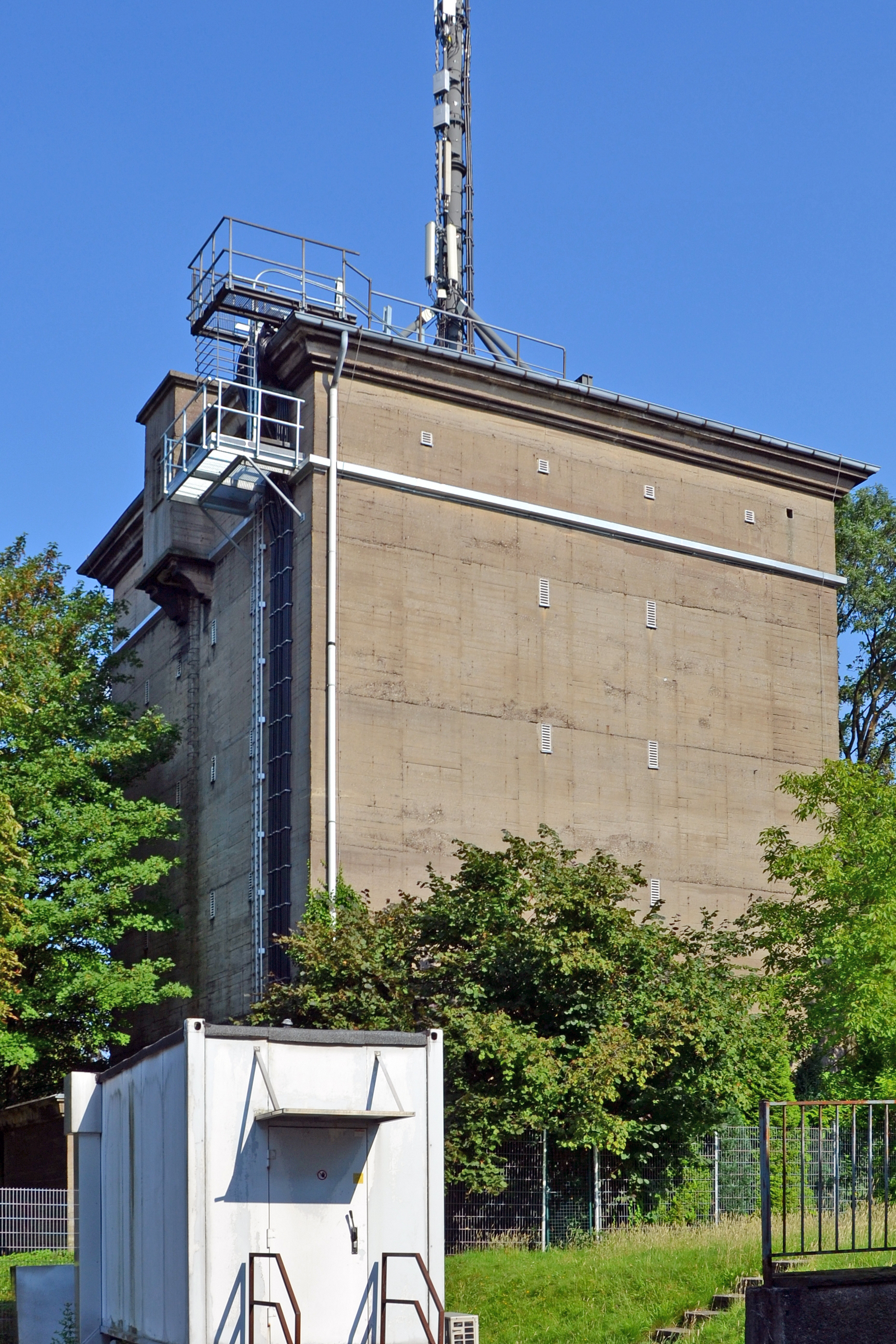
Hochbunker, unter Denkmalschutz